# Julie Newmar
Julie Newmar (nom de naixement Julia Chalene Newmeyer, Los Angeles, 16 d'agost de 1933) és una actriu, ballarina i cantant estatunidenca coneguda per la seva feina en una gran varietat de produccions escèniques, cinematogràfiques i televisives, a més a més dels seus treballs com a dissenyadora i model de llenceria i per les seves inversions immobiliàries. És especialment coneguda per haver encarnat Catwoman, per primera vegada a la història, a les dues primeres temporades de la sèrie de televisió de Batman dels anys 60. El 1959 va guanyar un Premi Tony a la Millor Actriu de Repartiment pel seu paper com a Katrin Sveg a l'obra The Marriage-Go-Round, de Leslie Stevens, estrenada a Broadway l'any anterior. Va interpretar el mateix paper a l'adaptació cinematogràfica de l'obra de 1961, dirigida per Walter Lang.
El 1992 Newmar va aparèixer al videoclip de la cançó "Too Funky" de George Michael i va realitzar un petit cameo a la pel·lícula de 1995 To Wong Foo, Thanks for Everything! Julie Newmar de Beeban Kidron. Recentment, després de 50 anys de la sèrie original, ha reprès el seu paper com a Catwoman posant la seva veu a les pel·lícules d'animació Batman: Return of the Caped Crusaders (2016) and Batman vs. Two-Face (2017).

## Naixement i joventut
Newmar va néixer el 16 d'agost de 1933 a Los Angeles, Califòrnia, filla de Don i Helen (Jesmer) Newmeyer. El seu pare era cap del Departament d'Educació Física de Los Angeles City College i havia estat jugador professional de futbol americà als anys 20, arribant a participar en la Lliga de Futbol Nacional el 1926 amb Los Angeles Buccaneers. La seva mare, d'origen francosuec, era una dissenyadora de moda que treballava sota el nom artístic de Chalene i que més tard es convertiria en inversora immobiliària.
Newmar té dos germans petits: Peter Bruce Newmeyer (n. 1935) i John A. Newmeyer (n. 1942); aquest últim és escriptor, epidemiòleg, i viticultor. Julie Newmar va començar a ballar de molt jove i, amb quinze anys, va debutar com a prima ballarina a l'Òpera de Los Angeles.

## Carrera

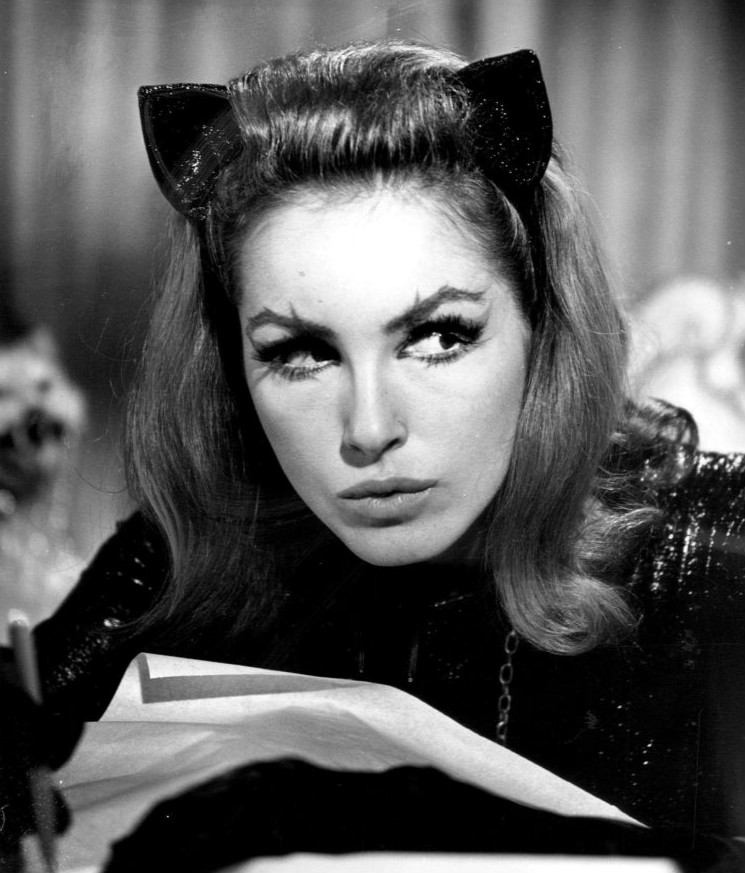
Newmar com a Catwoman (1966).

### Primeres obres
Julie Newmar va començar en el món cinematogràfic com a ballarina, amb petits papers sense acreditar com, per exemple, la "ballarina-assassina" de Slaves of Babylon (1953) o la "noia daurada" de Serpent of the Nile (1953). També va aparèixer en pel·lícules com Melodies de Broadway (1953) i Demetri i els gladiadors (1954). Als dinou anys va començar a treballar com a coreògraf i ballarina als Universal Studios. El seu primer paper important va ser el de Dorcas, una de les núvies de Set núvies per a set germans(1954).
El seu debut a Broadway va ser el 1955 amb Silk Stockings, l'últim musical escrit per Cole Porter, protagonitzat per Hildegarde Neff i Don Ameche. El 1956 va tenir un petit paper al musical Li'l Abner, basat en la tira còmica homònima d'Al Capp, que fou adaptat al cinema el 1959, comptant, també, amb la participació de Newmar. Aquell mateix any va protagonitzar la seva primera pel·lícula, una comèdia de baix pressupost titulada The Rookie i va guanyar el Premi Tony a la Millor Actriu de Repartiment pel seu paper com a Katrin Sveg a l'obra The Marriage-Go-Round, de Leslie Stevens, estrenada l'any anterior. El 1961 va participar en l'adaptació cinematogràfica d'aquesta obra, protagonitzada per James Mason i Susan Haywar i dirigida per Walter Lang.

Posteriorment, va actuar amb Joel Grey a la gira nacional del musical Stop the World – I Want to Get Off i va protagonitzar produccions regionals de Damn Yankees (en el paper de Lola, 1961) i Irma La Douce (en el paper d'Irma, 1965). El 1968 va aparèixer a la revista Playboy i el 1969 va participar en el film L'or d'en Mackenna, en el que segurament és la seva aparició cinematogràfica més recordada.

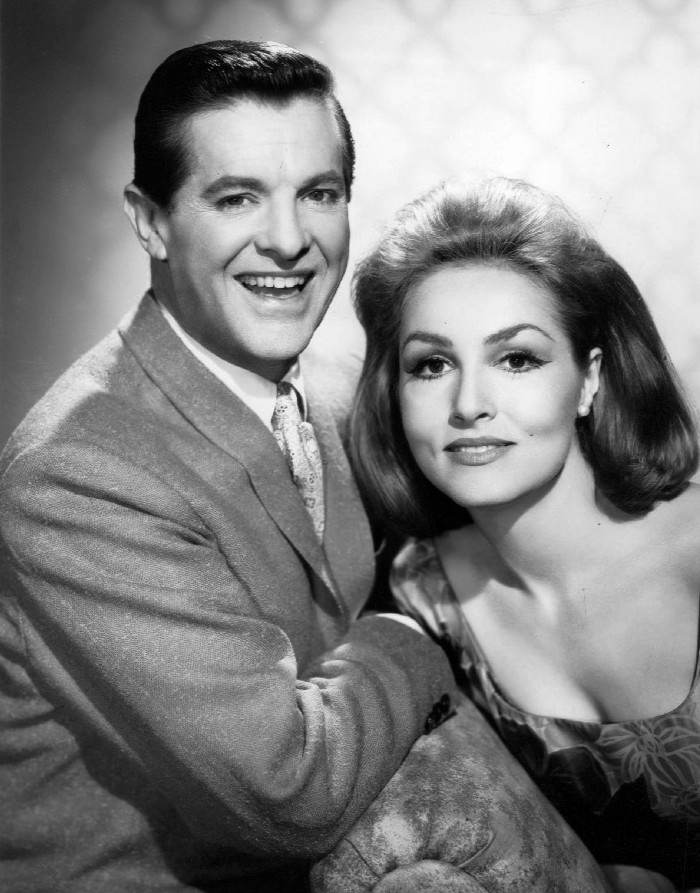
Newmar amb Bob Cummings a My Living Doll (1964)

### Obres televisives
Més enllà de la seva feina cinematogràfica i teatral, Julie Newmar va assolir la fama gràcies a les seves aparicions televisives. El seu físic, marcat per la seva estatura (1,80m) i una fina cintura, la va convertir en tot un sex symbol als anys 60. Va protagonitzar una breu sitcom de ciència-ficció, titulada My Living Doll (1964-1965), on encarnava a Rhoda Miller, un robot que intenta conèixer les emocions humanes i a qui ensenyen com ha de comportar-se per ser una "dona perfecte". Però es va fer especialment coneguda pel seu paper com a Catwoman, La Gatona, en l'emissió en català, a la sèrie televisiva de Batman (1966-1968).
Tanmateix, per diversos motius, Newmar no va poder realitzar aquest rol a la pel·lícula de 1966, adaptació cinematogràfica de la sèrie i primera adaptació de Batman a la pantalla gran. En el seu lloc, el paper de Catwoman el va realitzar Lee Meriwether. Igualment, Julie Newmar no va poder participar en la tercera i última temporada de la sèrie perquè estava compromesa amb el rodatge de L'or d'en Mackenna, motiu pel qual Eartha Kitt la va substituir. Es diu que Julie Newmar va modificar el vestit original de Catwoman, col·locant-ne el cinturó als malucs en lloc de la cintura, per poder emfatitzar millor la seva figura; actualment, aquest vestit forma part de les col·leccions de la Smithsonian Institution.
El 1962 Julie Newmar va aparèixer en un parell d'ocasions a la sèrie Route 66 (1960-1964) i el 1963 va protagonitzar un dels episodis de La dimensió desconeguda (1959-1964). També va fer diversos cameos en capítols de sèries dels anys 60 i 70 com Star Trek (la sèrie original) (el 1967), Superagent 86 (el 1968), Embruixada (el 1971) o Columbo (el 1973), entre d'altres.

### Darreres obres

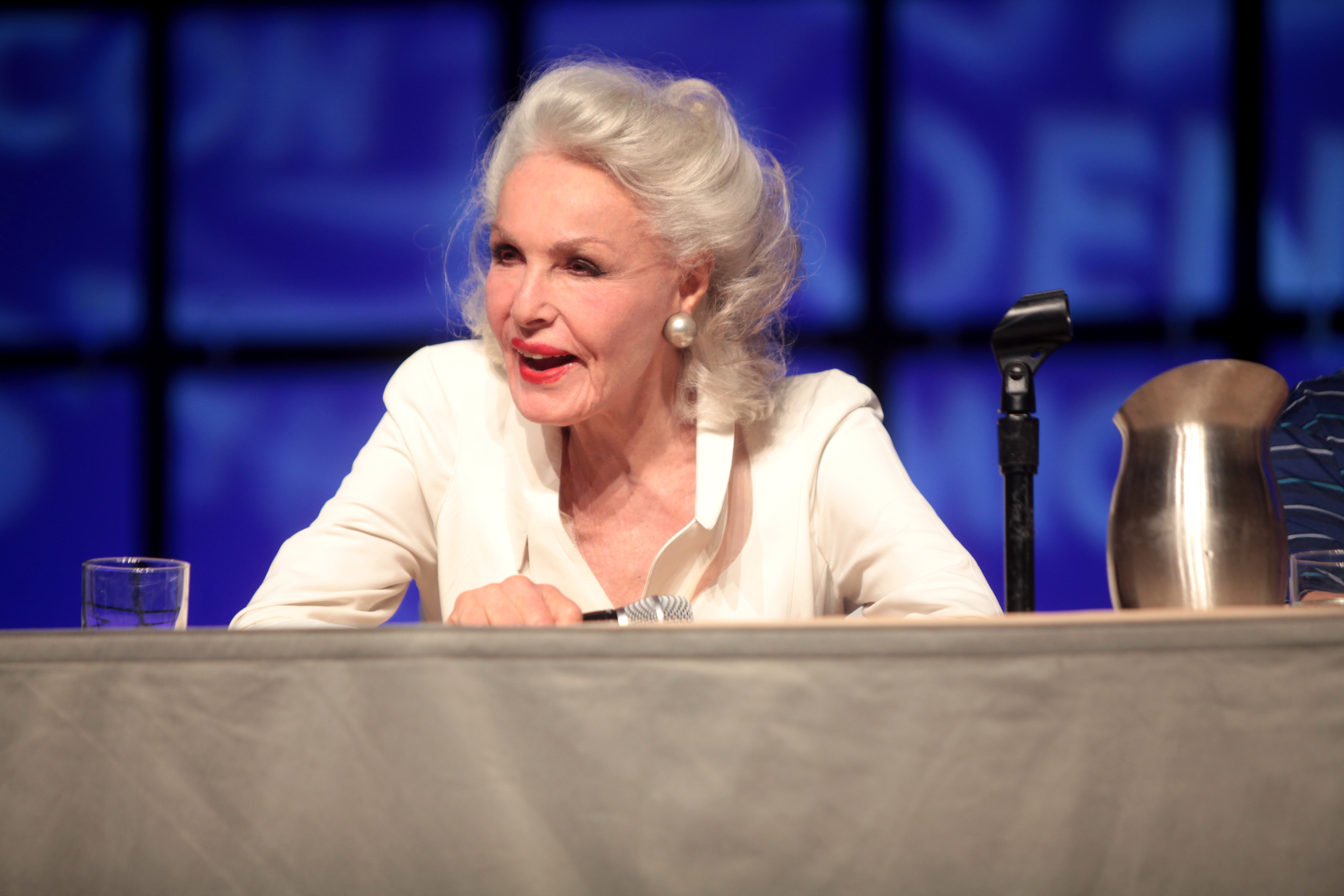
Julie Newmar al Phoenix Comic Fest el 2014

Les dues dècades següents Newmar ha participat en diverses pel·lícules de baix pressupost i ha seguit apareixent en capítols de diverses sèries com The Love Boat (Vacaciones en el mar, a Espanya), Buck Rogers in the 25th Century, CHiPs, Fantasy Island o Melrose Place. El 1992 va aparèixer al videoclip de la cançó "Too Funky" de George Michael.
El 2003 Julie Newmar va aparèixer com a ella mateixa al telefilm Return to the Batcave: The Misadventures of Adam and Burt juntament amb altres estrelles de la sèrie de Batman dels anys 60, com ara Adam West, Burt Ward, Frank Gorshin o Lee Meriwether (que la substituí en el paper de Catwoman). Al telefilm, Julia Rose va fer de Newmar de jove, tanmateix, a causa de diverses discussions sobre els drets d'imatge de la sèrie televisiva de Batman, l'únic metratge original de Catwoman que apareix al telefilm és el de Lee Meriwether a la pel·lícula de 1966.
Recentment, ha posat la veu al personatge de Catwoman a les pel·lícules d'animació Batman: Return of the Caped Crusaders (2016) i Batman vs. Two-Face (2017). El 2016 va tenir una trobada amb l'actriu Camren Bicondova, que encarna una jove Selina Kyle (Catwoman) a la sèrie Gotham (2014-2019).

## Vida personal
Julie Newmar es va casar amb l'advocat J. Holt Smith el 5 d'agost de 1977. Van anar a viure a Fort Worth, Texas, on va romandre-hi fins al seu divorci el 1984. Van tenir un fill, John Jewl Smith (fnascut el 25 de febrer de 1981), que té problemes d'oïda i síndrome de Down.
Durant un temps, es va pensar que Newmar patia la malaltia de Charcot-Marie-Tooth, un trastorn desmielinitzants hereditari força comú que afecta 1 de cada 2,500 persones als EUA. Tanmateix, un estudi genètic de la Duke University va descartar aquesta possibilitat. Una disputa legal amb el seu veí, l'actor Jim Belushi, va acabar bé amb una invitació per participar com a estrella convidada a un episodi de la seva sitcom According to Jim. Julie Newmar és una fanàtica de la jardineria i va intentar que l'Ajuntament de Los Angeles regulés l'ús dels bufadors de fulles per evitar les molèsties ocasionades pel seu soroll.
Julie Newmar sempre s'ha mostrat favorable als drets de la comunitat LGBTI, el seu germà, John A. Newmeyer, és gai. El 2013 va ser guardonada amb el Premi a tota una trajectòria de l'organització LGBT Gay and Lesbian Elder Housing (GLEH) de Los Angeles.

### Emprenedora
Als anys 70 Julie Newmar va rebre dues patents dels EUA per la creació d'uns pantis i d'uns sostenidors.
Als anys 80, Newmar va començar a invertir dins el negoci immobiliari de Los Angeles. Una revista assegurava que "Newmar és en part responsable de la millora dels barris de Los Angeles al voltant a La Brea Avenue i Fairfax Avenue, prop del Grove."

## En la cultura popular
La pel·lícula To Wong Foo, Thanks for Everything! Julie Newmar (1995) és un homenatge a l'actriu, que hi apareix en un cameo cap al final de la pel·lícula.
El 2012, Bluewater Comics va treure una minisèrie de quatre còmics titulada The Secret Lives of Julie Newmar.

## Filmografia

### Pel·lícules
| Any  | Títol                                                     | Paper                                              | Notes                                                                  |
| ---- | --------------------------------------------------------- | -------------------------------------------------- | ---------------------------------------------------------------------- |
| 1952 | She's Working Her Way Through College                     | Julie                                              | Sense acreditar                                                        |
| 1952 | Just for You                                              | Corista                                            | Sense acreditar                                                        |
| 1953 | The I Don't Care Girl                                     | Ballarina d'especialitat                           | Sense acreditar                                                        |
| 1953 | Serpent of the Nile                                       | Noia daurada                                       | Sense acreditar                                                        |
| 1953 | The Farmer Takes a Wife                                   | Ballarina                                          | Sense acreditar                                                        |
| 1953 | Melodies de Broadway                                      | Model del Saló / Corista del Ballet de la Caçadora | Sense acreditar                                                        |
| 1953 | Slaves of Babylon                                         | Ballarina Assessina                                |                                                                        |
| 1953 | The Eddie Cantor Story                                    | Showgirl                                           | Sense acreditar                                                        |
| 1954 | Demetri i els gladiadors                                  | Primera ballarina d'especialitat                   | Sense acreditar                                                        |
| 1954 | Set núvies per a set germans                              | Dorcas                                             |                                                                        |
| 1959 | Li'l Abner                                                | Stupefyin' Jones                                   |                                                                        |
| 1959 | The Rookie                                                | Lili Marlene                                       |                                                                        |
| 1961 | The Marriage-Go-Round                                     | Katrin Sveg                                        | Nominada al Globus d'Or dins de la categoria Revelació més prometedora |
| 1963 | For Love or Money                                         | Bonnie Brasher                                     |                                                                        |
| 1969 | L'or d'en Mackenna                                        | Hesh-Ke                                            |                                                                        |
| 1969 | The Maltese Bippy                                         | Carlotta Ravenswood                                |                                                                        |
| 1970 | Up Your Teddy Bear                                        | Directora de l'Empresa de Joguines, a.k.a. "Mare"  |                                                                        |
| 1971 | NBC Children's Theater                                    |                                                    | Episodi: “Super Plastic Elastic Goggles"                               |
| 1972 | A Very Missing Person                                     | Aleatha Westering                                  | Telefilm                                                               |
| 1972 | The Feminist and the Fuzz                                 | Lilah Mcguiness                                    | Telefilm                                                               |
| 1977 | Terraces                                                  | Chalane Turner                                     | Telefilm                                                               |
| 1983 | Hysterical                                                | Venetia                                            |                                                                        |
| 1984 | Love Scenes                                               | Belinda                                            |                                                                        |
| 1985 | Streetwalkin'                                             | Abella de reina                                    |                                                                        |
| 1985 | Evils of the Night                                        | Zarma                                              |                                                                        |
| 1987 | Real Men                                                  |                                                    |                                                                        |
| 1988 | Deep Space                                                | Senyora Elaine Wentworth                           |                                                                        |
| 1988 | Nudity Required                                           | Irina                                              |                                                                        |
| 1988 | Body Beat                                                 |                                                    |                                                                        |
| 1989 | Cyber-C.H.I.C.                                            | Miss McKenzie                                      | També coneguda com a Dance Academy                                     |
| 1989 | Ghosts Can't Do It                                        | Angel                                              | Nominada als Razzie com a Pitjor Actriu de Repartiment                 |
| 1994 | Oblivion                                                  | Miss Kitty                                         |                                                                        |
| 1995 | To Wong Foo, Thanks for Everything! Julie Newmar          | Ella mateixa                                       |                                                                        |
| 1996 | Oblivion 2: Backlash                                      | Miss Kitty                                         |                                                                        |
| 1999 | If... Dog... Rabbit...                                    | Judy Mare                                          |                                                                        |
| 2003 | Return to the Batcave: The Misadventures of Adam and Burt | Ella mateixa/Propietària d'un bar d'Arizona        | Telefilm                                                               |
| 2010 | Beautiful Darling                                         | Ella mateixa                                       | Documental                                                             |
| 2012 | Bettie Page Reveals All                                   | Ella mateixa                                       | Documental                                                             |
| 2012 | The Mechanical Bride                                      | Ella mateixa, narrador                             | Documental                                                             |
| 2013 | Broadway: Beyond the Golden Age                           | Ella mateixa                                       | Documental                                                             |
| 2016 | Batman: Return of the Caped Crusaders                     | Catwoman (Veu)                                     |                                                                        |
| 2017 | Batman vs. Two-Face                                       | Catwoman (Veu)                                     |                                                                        |

### Televisió
| Any       | Títol                           | Paper                          | Notes                                                        |
| --------- | ------------------------------- | ------------------------------ | ------------------------------------------------------------ |
| 1957      | The Phil Silvers Show           | Suzie                          | 1 episodi                                                    |
| 1961      | The Defenders                   | Brandy Gideon Morfoot          | 1 episodi                                                    |
| 1962      | Route 66                        | Vicki Russell                  | 2 episodis                                                   |
| 1963      | The Twilight Zone               | Devlin                         | 1 episodi                                                    |
| 1964–1965 | My Living Doll                  | Rhoda Miller                   | Nominada - Globus d'Or Millor Estrella de Televisió Femenina |
| 1966      | F Troop                         | Cinthia Jeffries / Yellow Bird | 1 episodi                                                    |
| 1966      | The Beverly Hillbillies         | Ulla Bergstrom                 | 1 episodi                                                    |
| 1966–1967 | Batman                          | Catwoman                       | 13 episodis                                                  |
| 1967      | The Monkees                     | April Conquest                 | 1 episodi                                                    |
| 1967      | Star Trek: sèrie original       | Eleen                          | 1 episodi                                                    |
| 1968      | It Takes a Thief                | Susannah Sutton                | 1 episodi                                                    |
| 1968      | Superagent 86                   | Ingrid                         | 1 episodi                                                    |
| 1970      | McCloud                         | Adrienne Redman                | 1 episodi                                                    |
| 1970–1972 | Love, American Style            | Diversos                       | 4 episodis                                                   |
| 1971      | Embruixada                      | Ophelia                        | 1 episodi                                                    |
| 1973      | Columbo                         | Lisa Cambres                   | 1 episodi                                                    |
| 1975      | McMillan & Wife                 | Luciana Amaldi                 | 1 episodi                                                    |
| 1976      | The Bionic Woman                | Claudette                      | 1 episodi                                                    |
| 1976      | Monster Squad                   | Ultra Witch                    | 1 episodi                                                    |
| 1978      | Jason of Star Command           | Reina Vanessa                  | 1 episodi                                                    |
| 1979      | The Love Boat                   | Marla Samms                    | 1 episodi                                                    |
| 1980      | Buck Rogers in the 25th Century | Zarina                         | 2 episodis                                                   |
| 1982      | CHiPs                           | Cora Dwayne                    | 1 episodi                                                    |
| 1982      | The Powers of Matthew Star      | Nian                           | 1 episodi                                                    |
| 1983      | Fantasy Island                  | Doralee                        | 1 episodi                                                    |
| 1983      | Hart to Hart                    | Eve                            | 1 episodi                                                    |
| 2006      | According to Jim                | Julie                          | 1 episodi                                                    |
| 2010      | Batman: The Brave and the Bold  | Martha Wayne                   | 1 episodi                                                    |